# Agaricus horakii
Agaricus horakii är en svampart som beskrevs av Heinem. 1974. Agaricus horakii ingår i släktet champinjoner och familjen Agaricaceae.   Inga underarter finns listade i Catalogue of Life.